# Hontudvarnok
Hontudvarnok (szlovákul: Dvorníky) Teszér településrésze, egykor önálló község Szlovákiában, a Besztercebányai kerületben, a Korponai járásban.

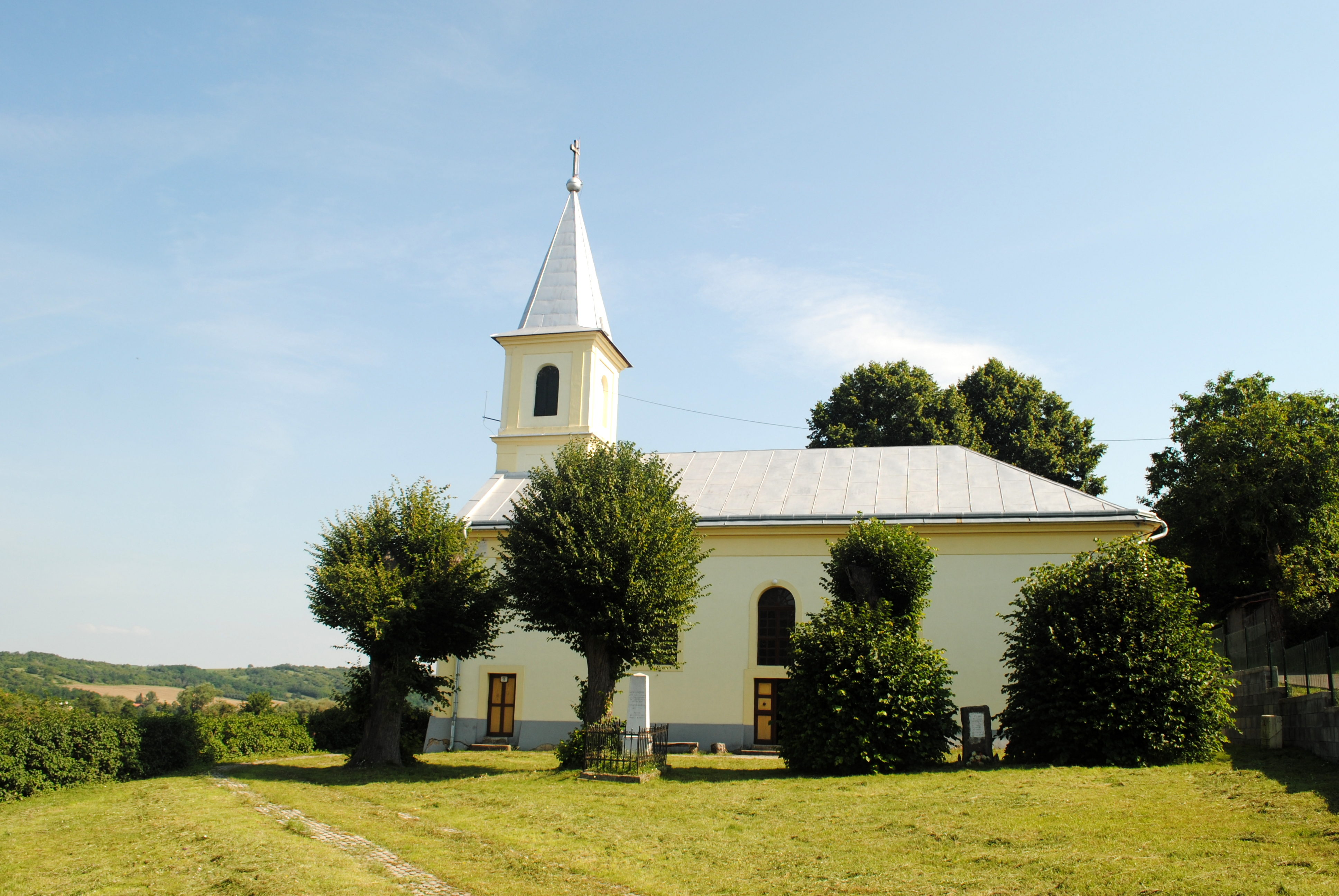
Hontudvarnoki ev. templom

## Fekvése
Korponától 21 km-re délnyugatra, a Selmec bal partján fekszik.

## Története
Első írásos említése 1408-ből származik. Nevét onnan kapta, hogy első lakói királyi udvarnokok voltak. A 18. században a Lenkey, Prónay, Blaskovics, Luka, Radvánszky, Matulay és Kesziszky családok birtoka.
Vályi András szerint "UDVARNOK. Tót falu Hont Várm. földes Ura Radvánszky Uraság, lakosai katolikusok, és evangelikusok, fekszik Felső Sipeknek szomszédságában, és annak filiája, határja jó."
Fényes Elek szerint "Udvarnok, (Dvornik), Honth m. tót falu, 27 kath., 335 evang. lak. Evang. szentegyház. Bortermesztés. Kövér rétek. F. u. többen. Ut. p. Szántó."
Hont vármegye monográfiája szerint "Udvarnok, magyarral vegyes tót kisközség, 89 házzal és 398 ág. ev. vallású lakossal; vasúti és táviró-állomása, valamint postája Teszéren van. Hajdan, a XVI. század derekáig, Felső-Teszér névvel a Selmecz patak jobb partján, a mai Teszér tőszomszédságában feküdt a falu, mígnem a török zaklatások elől a lakosság a patak balpartjára települt át. Ez volt a fészke az ősi Teszéri családnak, melynek egyik tagját, Jacobus de Thezer comest, már 1258-ban említi oklevél. A Teszériek sokáig maradtak a birtokban, majd a család fiágának kihaltával Báthory István lépett az örökébe. A XVIII. század elején a Lenkey, Prónay és a Blaskovics-családokat uralta. az újabb korban a Ruthényi, Luka, Radvánszky, Matulay, Geddey, Keviczky és Nándory-családokat találjuk itt birtokban. Jelenleg közbirtokosság lakja. Határában fekszik Patkóspuszta, a hol a XV. században a Teszériek úrilaka állott; a régi épület részben még lakható és vendégfogadó van benne. Udvarnok község 1610-től 1799-ig Teszérrel együtt egy evangelikus egyházat alkotott a Patkóson épült közös templommal; idővel azonban, sok viszálykodás után, a két község elszakadt egymástól és mindegyik külön templomot épített a saját falujában."
1910-ben 402, többségben szlovák lakosa volt, jelentős magyar kisebbséggel. A trianoni békeszerződésig Hont vármegye Ipolysági járásához tartozott.

## Külső hivatkozások
- Alapinformációk